# Средний Тогузак
Средний Тогузак — река в Челябинской области России, протекает по территории Чесменского и Варненского районов, в нижнем течении — по границе с Казахстаном. Длина реки — 97 км. Средний расход воды — 2,9 м³/с. Высота истока — 232 м над уровнем моря.

## Физико-географическая характеристика
Начинается в урочище Новоберезиновка, течёт по открытой местности в восточном направлении через населённые пункты Натальинский, Маяк, Московский, Большевик, Заречье, Казановку, Приречное, Алексеевку. Слиянием с Верхним Тогузаком образует реку Тогузак в 131 км от устья, являясь её правой составляющей. Высота устья — 206,1 метра над уровнем моря. В 38 км от устья принимает правый приток Нижний Тогузак.
Ширина реки в среднем течении, к северу от Нового Урала, равна 10 метров, глубина — 0,8 метра. В низовьях, у Казановки, расширяется до 20 метров при той же глубине.

## Данные водного реестра
По данным государственного водного реестра России относится к Иртышскому бассейновому округу, водохозяйственный участок реки — Тобол от истока до впадения реки Уй, без реки Увелька, речной подбассейн реки — Тобол. Речной бассейн реки — Иртыш.